# Weltmeisterschaften im Trampolinturnen 2001
Die 22. Turn-Weltmeisterschaften im Trampolinturnen fanden 2001 in Odense, Dänemark statt.

## Ergebnisse

### Männer Einzel
| Rang | Land        | Turner                |
| ---- | ----------- | --------------------- |
|      | Russland    | Alexander Moskalenko  |
|      | Ukraine     | Olexander Tschernonos |
|      | Niederlande | Alan Villafuerte      |

### Männer Team
| Rang | Land        | Turner                                                    |
| ---- | ----------- | --------------------------------------------------------- |
|      | Russland    | German Chnytschew Alexander Moskalenko Alexander Russakow |
|      | Deutschland | Michael Serth Henrik Stehlik Markus Kubicka               |
|      | Frankreich  | Michael Jala Guillaume Bourgeon David Martin              |

### Synchron Männer
| Rang | Land        | Turner                                 |
| ---- | ----------- | -------------------------------------- |
|      | Russland    | Alexander Moskalenko German Chnytschew |
|      | Deutschland | Michael Serth Henrik Stehlik           |
|      | Belarus     | Dsmitryj Poljarusch Jewgeni Beljajew   |

### Doppel Mini-Trampolin Männer
| Rang | Land      | Turner         |
| ---- | --------- | -------------- |
|      | Portugal  | Nuno Lico      |
|      | Portugal  | Amadeu Neves   |
|      | Brasilien | Rodolfo Rangel |

### Doppel Mini-Trampolin Team Männer
| Rang | Land               | Turner                                      |
| ---- | ------------------ | ------------------------------------------- |
|      | Portugal           | Nuno Lico Nuno Merino Amadeu Neves          |
|      | Spanien            | Javier Guerrero Asier Zumeta Ivan Ontiveros |
|      | Vereinigte Staaten | Keith Douglas Josh Vance David Ford         |

### Tumbling Männer
| Rang | Land       | Turner            |
| ---- | ---------- | ----------------- |
|      | Russland   | Denis Serdjukow   |
|      | Frankreich | Nicolas Fournials |
|      | Russland   | Lewon Petrosjan   |

### Tumbling Team Männer
| Rang | Land               | Turner                                          |
| ---- | ------------------ | ----------------------------------------------- |
|      | Russland           | Alexej Batienko Denis Serdjukow Lewon Petrosjan |
|      | Südafrika          | Thato Morubane Jackonia Seepamore Tseko Mogotsi |
|      | Vereinigte Staaten | Chris Helton Frankie Hartman Brad Davis         |

### Damen Einzel
| Rank | Land                   | Turnerin         |
| ---- | ---------------------- | ---------------- |
|      | Deutschland            | Anna Dogonadze   |
|      | Russland               | Irina Karawajewa |
|      | Vereinigtes Königreich | Claire Wright    |

### Damen Team
| Rank | Land                   | Turnerin                                           |
| ---- | ---------------------- | -------------------------------------------------- |
|      | Ukraine                | Julia Domschewsky Olena Mowtschan Oksana Zyhuljowa |
|      | Deutschland            | Nicole Maintz Tina Ludwig Anna Dogonadze           |
|      | Vereinigtes Königreich | Victoria Pollard Claire Wright Kirsten Lawton      |

### Synchron Damen
| Rang | Land        | Turner                              |
| ---- | ----------- | ----------------------------------- |
|      | Ukraine     | Oksana Zyhuljowa Olena Mowtschan    |
|      | Deutschland | Tina Ludwig Anna Dogonadze          |
|      | Belarus     | Natalia Karpenkowa Galina Lebedjewa |

### Doppel Mini-Trampolin Damen
| Rang | Land        | Turner             |
| ---- | ----------- | ------------------ |
|      | Russland    | Marina Murinowa    |
|      | Argentinien | Monica Fernandez   |
|      | Slowakei    | Katarina Prokesova |

### Doppel Mini-Trampolin Team Damen
| Rang | Land       | Turner                                              |
| ---- | ---------- | --------------------------------------------------- |
|      | Russland   | Swetlana Balandina Irina Wassiliewa Marina Murinowa |
|      | Portugal   | Narta Ferreira Rira Costa Sabrina Teixeira          |
|      | Australien | Khali Ridge Jacinta Harford Robyn Forbes            |

### Tumbling Damen
| Rang | Land                   | Turner           |
| ---- | ---------------------- | ---------------- |
|      | Ukraine                | Olena Chabanenko |
|      | Vereinigte Staaten     | Lajeana Davis    |
|      | Vereinigtes Königreich | Kathryn Peberdy  |

### Tumbling Team Damen
| Rang | Land                   | Turner                                            |
| ---- | ---------------------- | ------------------------------------------------- |
|      | Russland               | Jelena Blujina Anna Gaiganowa Anna Korobeinikowa  |
|      | Ukraine                | Olena Dribna Olena Chabanenko Tatjana Tschowtopup |
|      | Vereinigtes Königreich | Elisabeth Gough Zoe Styles Kathryn Peberdy        |

### Medaillenspiegel
| Rang | Nation                 | Gold | Silber | Bronze | Gesamt |
| ---- | ---------------------- | ---- | ------ | ------ | ------ |
| 1    | Russland               | 8    | 1      | 1      | 10     |
| 2    | Ukraine                | 3    | 2      | -      | 5      |
| 3    | Portugal               | 2    | 2      | -      | 4      |
| 4    | Deutschland            | 1    | 4      | -      | 5      |
| 5    | Vereinigte Staaten     | -    | 1      | 2      | 3      |
| 6    | Frankreich             | -    | 1      | 1      | 2      |
| 7    | Spanien                | -    | 1      | -      | 1      |
| 7    | Argentinien            | -    | 1      | -      | 1      |
| 7    | Südafrika              | -    | 1      | -      | 1      |
| 10   | Vereinigtes Königreich | -    | -      | 4      | 4      |
| 11   | Belarus                | -    | -      | 2      | 2      |
| 12   | Niederlande            | -    | -      | 1      | 1      |
| 12   | Brasilien              | -    | -      | 1      | 1      |
| 12   | Slowakei               | -    | -      | 1      | 1      |
| 12   | Australien             | -    | -      | 1      | 1      |